# Jeanette Lin Tsui
Jeanette Lin Tsui, también conocida como Lin Cui o Lin Chui (林翠 | cantonés: Lam Chui | mandarín: Lín Cuì) era una actriz china, nacida en Shanghái en 1936 (otras fuentes afirman 1934 y 1937) y fallecida en Taiwán en 1995. 

## Biografía
En 1949 Zeng Qi Zhen (Tsang Yi Cheng) (曾綺貞) se trasladó con su familia a Hong Kong. Completados sus estudios, en 1954 fue contratada para protagonizar su primera película, Sweet Seventeen, dirigida por Chun Kim. Su nombre artístico, Lin Tsui, proviene de un personaje de éxito interpretado por la también debutante Linda Lin Dai en la película Singing Under the Moon un año antes. Pero Lin no se convirtió en estrella de cine hasta 1957 con la película Our Sister Hedy. Lin se casó con Chun en 1959 y se divorciaron en 1967. En 1969 Lin volvió a contraer matrimonio, ahora con la estrella de artes marciales Jimmy Wang Yu (uno de sus hijos se convertirá en los 90 en la estrella de la canción Linda Wong y otro en el actor Sam Christopher Chan). Aunque seguía siendo una actriz taquillera, Lin abandonó el cine para dedicarse a su marido e hijos hasta su divorcio en 1975; luego se estableció en los Estados Unidos, si bien ocasionalmente realizó algunas intervenciones en la gran pantalla; en 1976 produjo, dirigió, y escribió Divorce Hong Kong Style protagonizada por su hermano, la también estrella de cine de los 50 y 60 Kenneth Tsang. Jeanette Lin falleció de asma en 1995.